# Siraster tuberculatus
Siraster tuberculatus is een zeester uit de familie Goniasteridae.
De wetenschappelijke naam van de soort werd in 1915 gepubliceerd door Hubert Lyman Clark.